# Диана Печкай Вукович
Диана Печкай Вукович (на хърватски: Diana Pečkaj Vuković) е хърватска журналистка и сценаристка.

## Филмография

### Теленовели
- Pod sretnom zvijezdom (2011)
- Долината на слънцето (2009/10)
- Sve će biti dobro (2008/9)
- Ljubav u zaleđu (2005/6)

### Комедийни сериали
- Kazalište u kući (2006/7)